# Еліяс Сімойокі
Еліяс Сімойокі (англ. Lauri Elias Simojoki 28 січня 1899, Раутіо, Велике князівство Фінляндське — 25 січня 1940, Імпілагті, Фінляндія) — фінський лютеранський священник, армійський капелан, який став лідером правого націоналістичного руху Фінляндії. Учасник громадянської війни і «братніх воєн» за Карелію. Активіст Руху Лапуа, депутат парламенту від Патріотичного народного руху, керівник партійного молодіжного воєнізованого крила Синьо-Чорних. Загинув у Радянсько-Фінській Зимовій війні.

## Громадянська війна. Церковне служіння
Народився в родині лютеранського священника. До 27-річного віку носив прізвище Симеліус. Навчався в державному ліцеї Оулу. З дитинства виховувався в дусі фінського націонал-патріотизму. За спогадами соратника Вілго Геланена, в юного Симойокі від самого дитинства були особливо близькі стосунки з Богом: «Він був постійним відвідувачем Церкви й часто брав участь у парафіяльних зібраннях. У шкільні роки потужний релігійний вплив, що мав удома, переріс у серйозне чоловіче рішення, яке спрямувало його на шлях глибокого християнського пробудження». Еліас Симойокі навчався в 7 класі, коли крайньоліве крило Соціал-демократичної партії Фінляндії за підтримки збільшовиченого Балтійського флоту підняло повстання. Воював на стороні білих в громадянській війні 1918, брав участь в битві за Тампере. У складі Першої Добровольчої сотні він брав участь у всіх боях, починаючи з відтинка фронту поблизу Оулу й далі на південний схід — до Карельського перешийка.
У 1923 закінчив богословський факультет Гельсінського університету. Служив священником Євангелічно-лютеранської церкви Фінляндії у парафії Кіурувесі. За відмінну євангельську службу й навернення селянської молоді в Христову віру 1929 року його призначили довічним настоятелем місцевого храму; одночасно працював учителем богослов'я у сільській школі Кіурувесі.

## Ідеолог Великої Фінляндії. Правий політик
Був одним з керівників Карельської Академічної Спілки (АКС) — правого феноманського, антикомуністичного та антирадянського союзу студентських активістів. Був прихильником ідеї Великої Фінляндії. Благословляв бійців «братніх воєн». Сам брав участь в Першій совєцько-фінській війні (1919), потрапив до полону, з якого невдовзі втік.
Виступав з харизматичними проповідями націоналістичного і антиросійського характеру. У 1926 змінив шведське прізвище на фінське — Симойокі.
Еліяс Симойокі перебував у русі Лапуа. Після заборони Руху через заколот у Мянтясяля в 1933 вступив у партію Патріотичний народний рух (IKL).
Впродовж 1933-1939 був депутатом парламенту від IKL. У цей час він першим у Фінляндії з парламентської трибуни виголошує про навмисно замовчувані західною пресою злочини більшовиків; нещадно звинувачує (майже поіменно) виконавців волі сталінського режиму у каральних операціях і терорі проти непокірних народів, серед іншого називає штучний голод – відвертим і спланованим геноцидом українців.
Очолював молодіжну воєнізовану організацію [Архівовано 4 травня 2021 у Wayback Machine.] Sinimustat (Синьо-чорні). Його постать по праву зіставна з такими історичними діячами міжвоєнного 20-ліття, як Корнеліу Зеля Кодряну і Хосе Антоніо Прімо де Рівера. За ним теж ішли тисячі юнаків і юнок, спраглих відчути смак самопожертви в ім’я величі рідного краю.
У 1935 активісти Sinimustat взяли участь у заколоті естонських вапсів проти режиму Костянтина Пятса (в 1937 Симойокі служив панахиду на похороні лідера вапсів Артура Сірка). Наступного року організація була заборонена.
На зборах АКС у лютому 1939 Симойокі запропонував соратникам звернутися до уряду країни із закликом вжити термінових заходів щодо зміцнення Карельського перешийка, скерувавши туди загони добровольців, які мали розбудувати оборонну лінію. Для цієї акції він вважав цілком можливим змобілізувати не менш як 100 000 осіб, котрі у короткі терміни таки звели щільний ланцюг протитанкових укріплень. А вже у грудні 1939 Еліяс Симойокі пішов добровольцем на Зимову війну в якості армійського капелана. Розуміючи вагу і суспільний авторитет, набутий у попередні десятиліття, військове командування відрядило опального ексдепутата подалі від основних боїв – на північне узбережжя Ладоги. Там він брав участь у боях із совєцькими військами. У бойовому зіткненні біля Імпілагті (на околиці поселення Койріноя) 25 січня 1940 загинув від постріла з ворожого кулемета, рятуючи пораненого коня.

## Характер і сім'я. Пам'ятник за життя
Біографи Еліяса Симойокі відзначають в ньому поєднання лютеранського благочестя і громадської активності (характерних для батька — Нійло Ійсаккі Симеліуса) з темпераментом і розвиненим почуттям гумору (характерних для матері — Христини Софії Снельман).
У 1937 Еліяс Симойокі одружився з вихователькою дитячого садка Анне-Лійса Котівуорі. Їхній син Лаурі Аунус був учителем історії.
У 1921 в Тампере була встановлена фінська Статуя Свободи роботи скульптора Віктора Янссона. Пам'ятник у вигляді юнака з мечем присвячений взяттю Тампере під час громадянської війни у Фінляндії. Прообразом для пам'ятника був Еліяс Симойокі .
У період звільнення фінами Яаніслінна (1941–1944) від більшовиків одна з вулиць міста носила ім'я Симойокі. Тоді ж стараннями його соратника і однодумця Вілго Геланена було видано невеликим накладом збірку промов "Неопалима купина" (фін. Palava pensas), що у 2022 році вперше перекладено українською мовою.